# Gonda (ort i Indien, Uttar Pradesh, Aligarh)
Gonda är en ort i Indien.   Den ligger i distriktet Aligarh och delstaten Uttar Pradesh, i den norra delen av landet, 110 km sydost om huvudstaden New Delhi. Gonda ligger 190 meter över havet och antalet invånare är 8 861.
Terrängen runt Gonda är mycket platt. Runt Gonda är det tätbefolkat, med 636 invånare per kvadratkilometer. Närmaste större samhälle är Aligarh, 20,0 km öster om Gonda. Trakten runt Gonda består till största delen av jordbruksmark.